# Disney's Caribbean Beach Resort
Disney's Caribbean Beach Resort is een hotel in het Walt Disney World Resort in Lake Buena Vista, Florida, dat wordt beheerd door The Walt Disney Company. De opening hiervan was op 1 oktober 1988. Disney's Caribbean Beach Resort is een "Moderate" Resort, dit wil zeggen dat het tot de gemiddelde prijsklasse behoort binnen Walt Disney World Resort.
Disney's Caribbean Beach Resort is gethematiseerd in een Caraïbische stijl, die door middel van de typische pastelkleuren en gebouwen typerend voor de Caraïben naar voren komt.